# فيكتور هفوزد
فيكتور هفوزد (بالأوكرانية: Віктор Іванович Гвоздь؛ 24 مايو 1959 في إقليم تيرنوبل - 28 مايو 2021 في دهب) كان رئيسًا لمديرية المخابرات الرئيسية بوزارة الدفاع الأوكرانية ورئيسًا لجهاز المخابرات الخارجية الأوكراني.